# Fiat Ritmo
La Fiat Ritmo est une voiture fabriquée par le constructeur italien Fiat à partir de 1978. Elle succède à la Fiat 128, la voiture qui a révolutionné les habitudes technologiques de Fiat en 1969 : c'était la première traction de la marque. Elle a été présentée au Salon de l'Automobile de Turin, en avril 1978.
La ligne de la carrosserie de la nouvelle voiture, à 3 et 5 portes, très innovante pour l'époque, a été initiée par Pierangelo Andreani et Sergio Sartorelli au Style Avancé Fiat, retravaillée ensuite au Centre Style sous la direction de Giampaolo Boano, est marquée par les angles, mais sans excès. L'habillage intérieur, de style très moderne et en totale rupture avec les modèles Fiat traditionnels, était confortable et fonctionnel à défaut d'afficher un niveau qualitatif suffisant. Deux niveaux de finition accompagnaient chaque type de carrosserie et motorisation.

## La première série

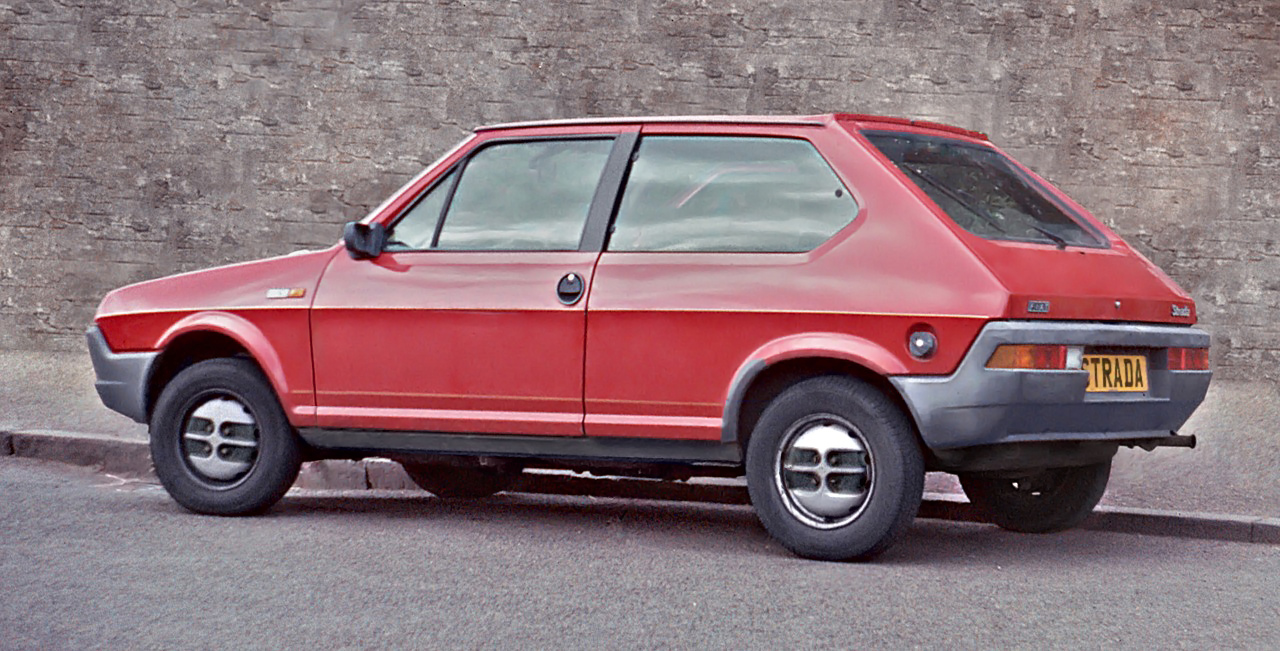
Fiat Ritmo 3 portes (1re série)

Le concept de cette nouvelle voiture remonte à 1972 ; elle aura donc duré six ans car les premiers prototypes, jugés trop avant-gardistes par la direction générale de Fiat Auto à l'époque ont été refusés. On lui connaît trois noms de code projet : X1/30, X1/38 et 138. Le cahier des charges était pourtant clair, créer une voiture révolutionnaire comme l'avait été la Fiat 128 en 1969. Le réalisme économique est passé par là et la Ritmo a repris les principes de suspension de la 128 (avec notamment le ressort à lames transversal reliant les roues arrière).
Mais il n'était pas évident de concevoir la remplaçante d'une voiture produite à plus de 2 000 exemplaires par jour depuis des années. Dès son lancement, elle était disponible avec trois motorisations : la Ritmo 60 (1 100 cm3) développant 58 ch DIN, la 65 (1 300 cm3) et 68 ch ; et la 75 (1 300 cm3) et 78 ch ; cette dernière pouvant disposer d'une boîte de vitesses automatique. Elle se caractérisait par ses gros rétroviseurs triangulaires et sur le capot, le petit logo en losanges FIAT.
La première série a été critiquée car la qualité perçue n'était pas à la hauteur des qualités réelles de l'ensemble. D'ailleurs, la Ritmo est arrivée seconde à l'élection de la voiture de l'année 1979, derrière la Simca Horizon. Fiat intervient très rapidement et propose dès le début d'année 1979 de nouvelles versions plus haut de gamme « Targa Oro » en même temps que la version destinée au marché américain renommée "Strada" (v. ci-dessous). 
Les "Targa Oro" étaient disponibles en 3 couleurs : noir (pare-chocs de la même couleur), marron (pare-chocs beige) ou bordeaux (pare-chocs beige également). Elles étaient plus luxueuses et confortables que les Ritmo CL ; ces Ritmo série limitée étaient notamment équipées de sièges en velours.
Pour les pays de langue anglaise, la Ritmo est renommée Strada. Une légende veut que ce changement soit dû à la signification de ritmo en anglais, qui désigne le cycle menstruel féminin. Il semble cependant que Fiat n’ait fait ce choix que pour des raisons, plus prosaïques, de facilité de prononciation et de sonorité.
Fin 1980, la Ritmo subit un léger restylage, héritant des rétroviseurs qui allaient également devenir ceux des séries 2 et 3 et arborant à la place du parallélogramme le traditionnel logo rond entouré de laurier sur un fond rouge. 

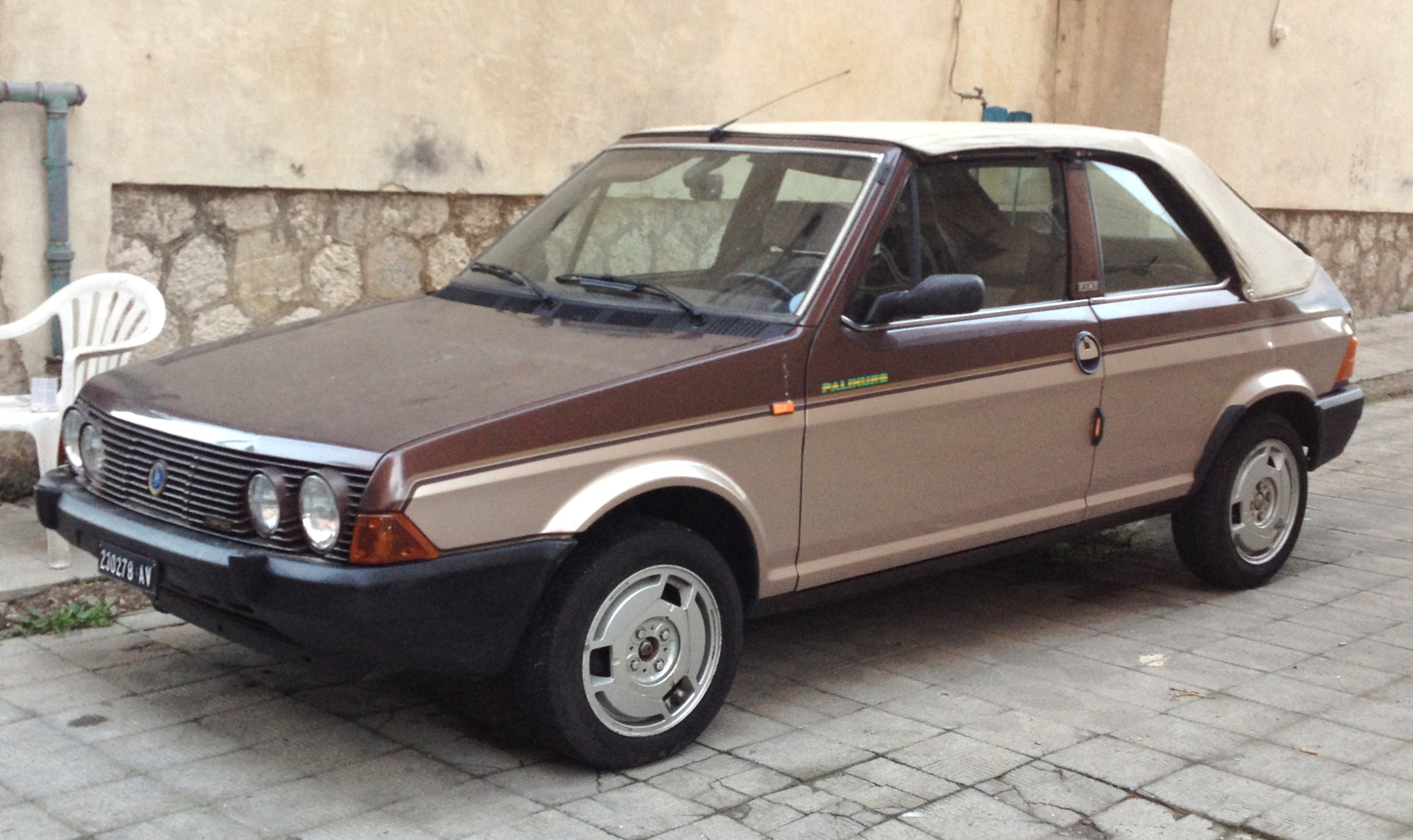
Fiat Ritmo Cabrio (2^{eme} série)

En 1980, la Fiat Ritmo se voit dotée d'un tout nouveau moteur Diesel de 1 714 cm3 développant 54 ch. 
En 1981, une série un peu plus haut de gamme fera son apparition : la Super 85, en version 5 portes et cabriolet. Elle se signale par son équipement très étoffé et son tout nouveau tableau de bord, nettement plus cossu et largement au niveau de ce que propose la concurrence côté qualité. La version cabrio n'a pas été produite à beaucoup d'exemplaires en raison d'une faible demande, d'un prix élevé et d'une cinématique de capote particulièrement complexe.

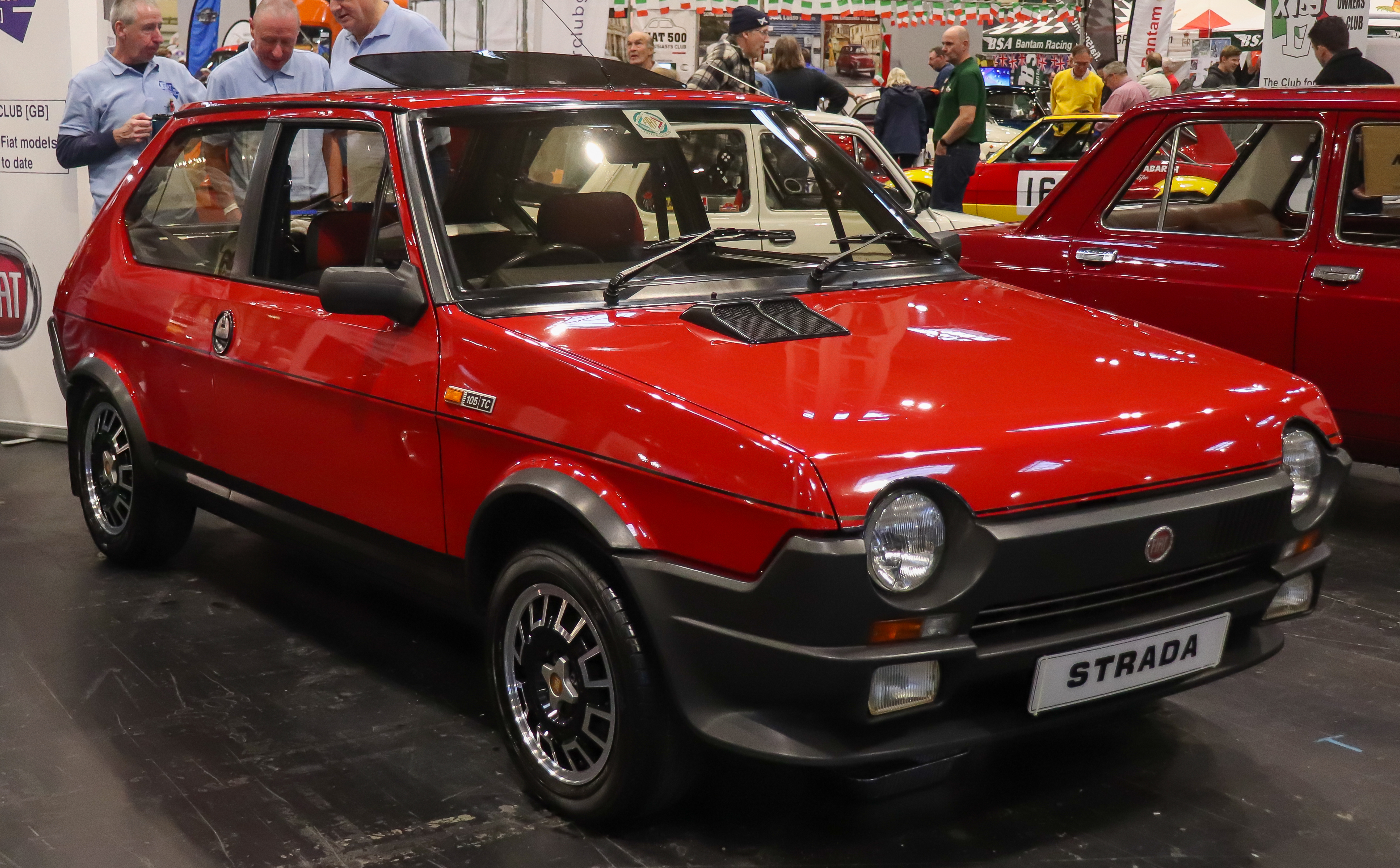
Fiat Ritmo 105 TC

Plus tard apparurent les versions sportives en 3 portes uniquement la Ritmo Sport 105 TC (1 600 cm3 et 105 ch), la Ritmo Abarth 125 TC (2 000 cm3 et 125 ch) dotée de deux arbres à cames en tête puis 130 TC.
La Ritmo céda sa place à la Ritmo 2 à la fin 1982.

## Seconde et troisième (appellation officieuse) série

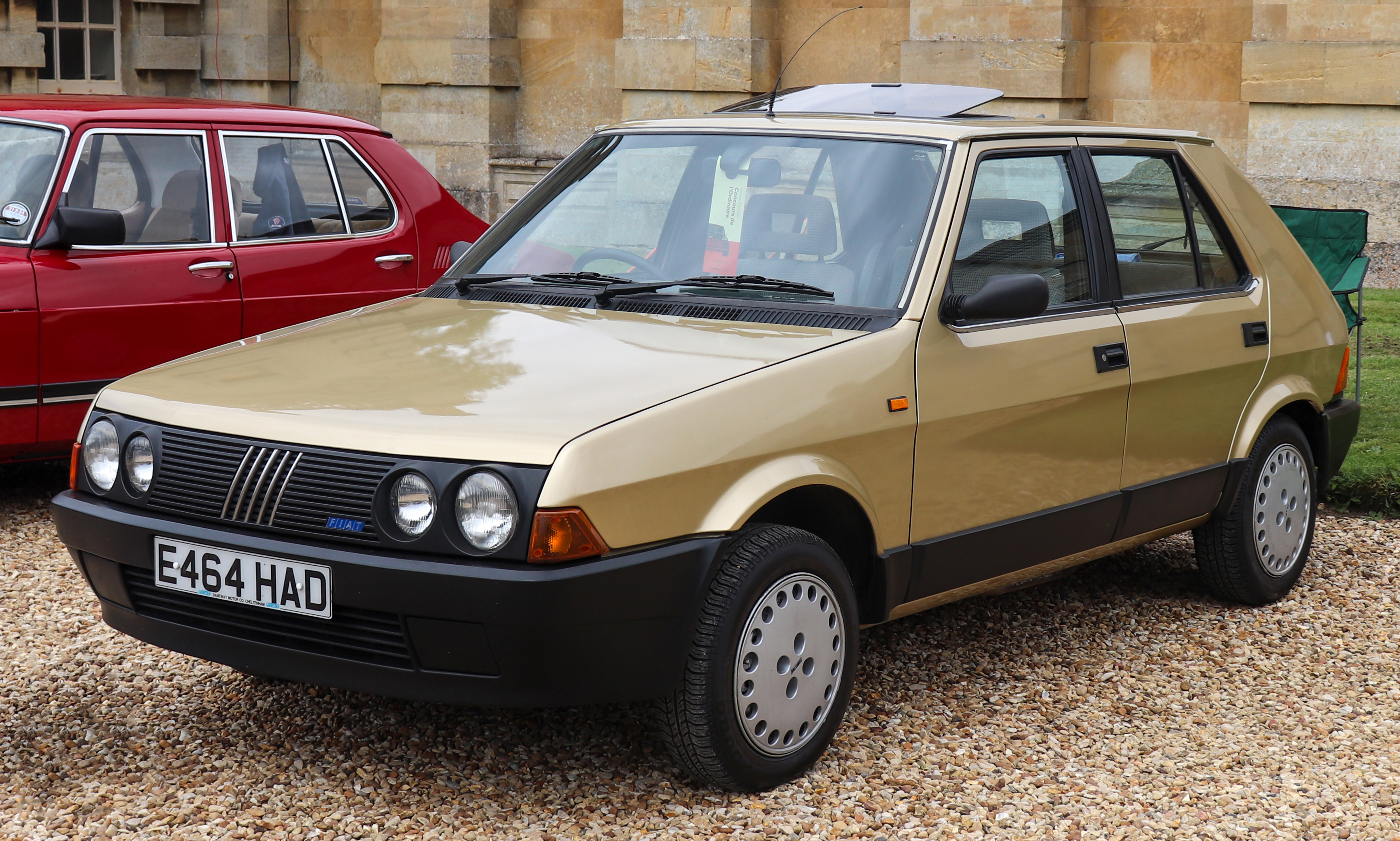
Fiat Ritmo 3^{eme} génération (85 Super)

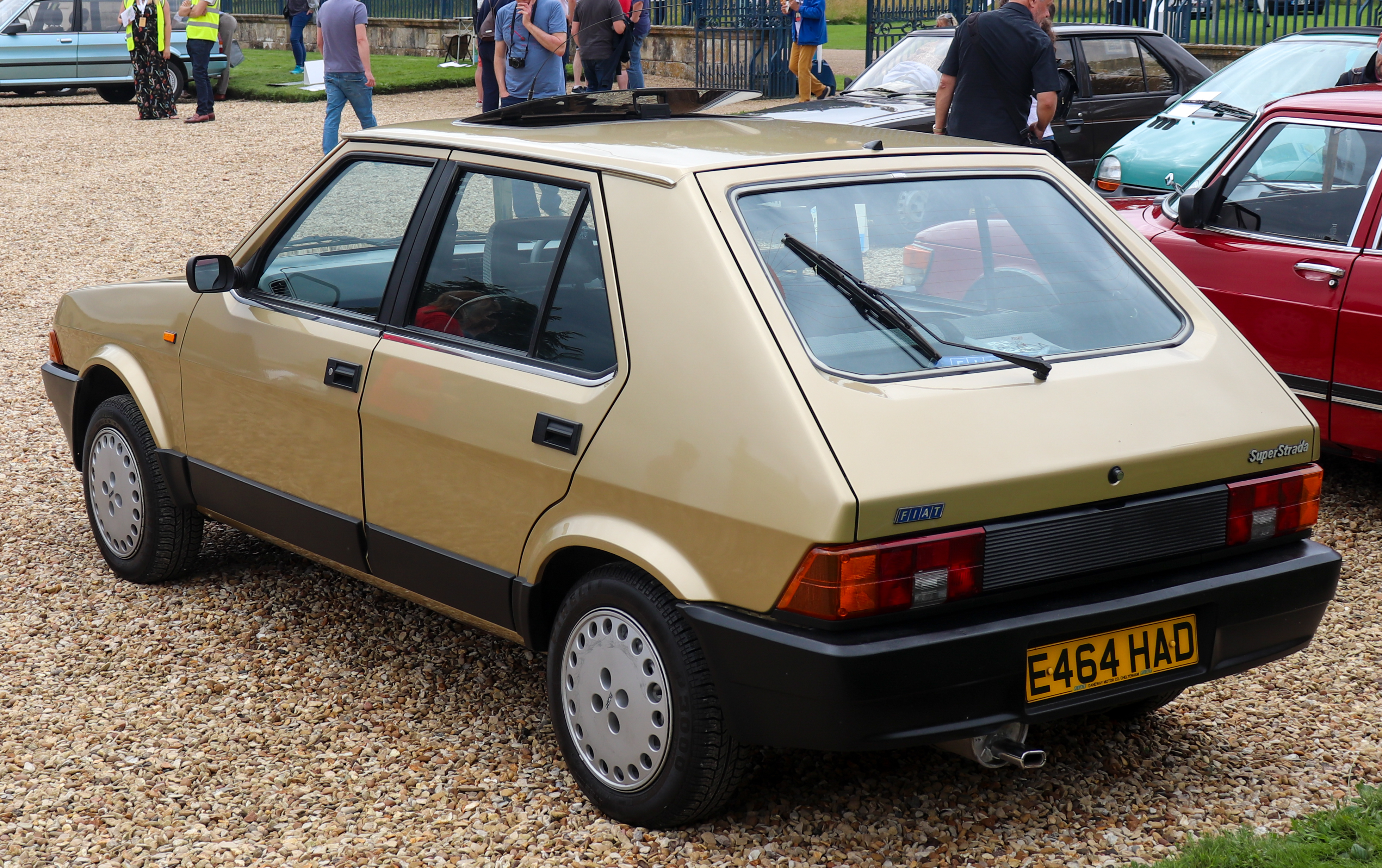
Vue arrière de la dernière version

Alors que les rapports avec sa filiale espagnole Seat deviennent très tendus (voir paragraphe détaillé Séparation d'avec Fiat), Fiat qui a déjà lancé la production des pré-séries de la Ritmo restylée a vu sa maquette "utilisée" par Seat pour créer la Ronda. 
Le constructeur italien, pris de court, dut en catastrophe revoir le style de la nouvelle Ritmo et présente en fin d'année 1982, la Ritmo restylée différemment mais qui lui donne toutefois une allure plus consensuelle, mais tout de même assez particulière, avec une calandre à quatre phares. En bas de gamme, sur les modèles 60 et Diesel, la voiture ne comptera que 2 phares. Les feux arrière sont entièrement redessinés et largement agrandis. Les finitions inférieures reçoivent un nouveau tableau de bord tandis que celui de la 85 Super est généralisé sur les versions S. Une épaisse tôle insonorisante est ajoutée sous le capot, qui réduit significativement le bruit du moteur.
Il est intéressant de signaler combien Fiat aura contribué à l'effort écologique depuis cette époque avec les versions Ritmo 60 E.S., comme sur les modèles Uno et Regata. "ES" pour Energy Saving - économie d'énergie, la voiture disposait déjà d'un dispositif stop and start (dénommé City-Matic), coupant le moteur au feu rouge et stoppant l'arrivée de carburant en décélération. Une solution reprise 30 ans plus tard et à la mode depuis 2013.
Au mois de septembre de cette même année, après la 105 TC, la Ritmo 130 TC Abarth fera son apparition, que le préparateur allemand Hormann dotera, à la demande, de phares carrés.
En 1985, la carrosserie subit des modifications de détail, léger lifting au niveau du pare-chocs avant, calandre fermée autour des projecteurs avant, intégration d'une plaque de plastique strié entre les feux rouge arrière reléguant la plaque d'immatriculation dans le pare-chocs et nouveaux garnissages dans l'habitacle. En version 5 portes, cette Ritmo légèrement restylisée (que beaucoup appellent Ritmo 3) héritera aussi des poignées (rectangulaires) de la Regata 1) mais les motorisations progresseront en permanence en suivant l'évolution technologique des motoristes Fiat.
En 1986, la Ritmo Turbo DS fera son apparition en Italie. Cette Ritmo était équipée d'un moteur de 80 chevaux lui procurant des performances très supérieures à celles d'une Golf GTD. C'est aussi la seule Ritmo dotée d'une direction assistée. Avec sa boîte ZF et ses antibrouillards avant, elle évoque l'Abarth. Elle se distingue aussi par ses bandes latérales, apparaissant au-dessus des protections en plastique de portière, ainsi que ses enjoliveurs spécifiques. Elle n'arrivera en France qu'un an plus tard. Aujourd'hui, il n'en reste que très peu.
La Fiat Ritmo sera fabriquée pendant 10 ans, à plus de 2 000 000 exemplaires en Italie, jusqu'en 1988, date à laquelle elle fut remplacée par la Fiat Tipo.

## La Fiat Ritmo dans le monde

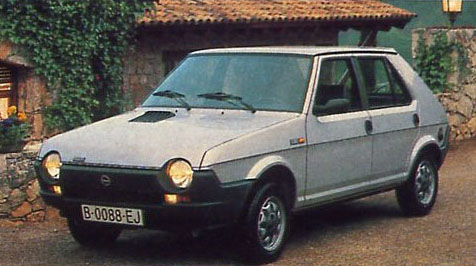
Seat Ritmo

- Espagne : la SEAT Ritmo fut construite sous licence Fiat avec une carrosserie 5 portes identique à la version italienne mais des motorisations essence reprises aux anciennes Fiat 124 et le nouveau Diesel Fiat, jusqu'en 1982. Plus de 300 000 exemplaires sortiront des chaînes de l'usine de Barcelone. Après la rupture des accords industriels et financiers entre Fiat et l'État espagnol, SEAT lancera la Ronda, la copie de la future Ritmo restylée mais jamais présentée et pour cause. La Seat Ronda n'étant qu'une Ritmo restylée dans sa partie avant, arborant des feux rectangulaires moins originaux que ceux, ronds, de la première série de Ritmo.

- Égypte : la Fiat Ritmo a été assemblée en CKD chez El Nasr de 1982 à 1984.

- Chili : la Fiat Ritmo a été assemblée en CKD chez Fiat Chile en 1980 et 1981, 2.007 exemplaires ont été fabriqués.

- Pologne : un tout petit contingent de 495 exemplaires a été assemblé par Polski Fiat en 1980 & 1981. Le test de commercialisation locale, avant d'engager un programme de construction à grande échelle pour remplacer la fameuse Fiat 125P, avec un modèle à hayon n'a pas été jugé concluant par les responsables gouvernementaux qui lui ont préféré le modèle Zastava 1100.

## Curiosité
En Australie, le nom Bravo étant déjà utilisé par Mazda, c'est sous le nom Ritmo que la nouvelle Fiat Bravo fut commercialisée en octobre 2007.